# Foggy Dew (ballade irlandaise)
Ne doit pas être confondu avec Foggy Dew (chanson anglaise).
Foggy Dew (ou The Foggy Dew) est le nom d'une ballade irlandaise, qui fait partie des grands standards de la chanson et de la culture irlandaise.

## Histoire

### Première version
Cette version des paroles est tirée de la deuxième édition du The Home and Community Songbook publié en 1931[réf. nécessaire].

### Deuxième version: insurrection de Pâques 1916
Une autre chanson appelée Foggy Dew a été écrite en 1919 par le chanoine Charles O'Neill, de la paroisse de Kilcoo et plus tard du comté de Newcastle dans le Comté de Down. La musique provient d'un air traditionnel arrangé par Carl Hardebeck.
Cette chanson fait la chronique de l'insurrection de Pâques 1916, et encourage les Irlandais à lutter pour la cause de l'Irlande, plutôt que pour celle des Anglais, comme tant de jeunes hommes le faisaient durant la Première Guerre mondiale[réf. nécessaire].

## Interprétations
La chanson (aussi parfois connue sous le nom de Down the Glen, En bas de la vallée) a été interprétée et enregistrée par la plupart des groupes de musique irlandais, y compris The Clancy Brothers and Tommy Makem, The Dubliners, The Chieftains.
Une autre version célèbre de Foggy Dew a été enregistrée par Alan Stivell en 1966.
Gilles Servat interprète une autre version dans 2 albums, L'Albatros fou avec le groupe de musique celtique Triskell et Sur les quais de Dublin (1996) en duo avec Ronnie Drew.
La chanson Livin' in America par le groupe de rock celtique les Black 47 est jouée et chantée sur l'air de Foggy Dew.
La chanson La Goutte d'eau de Nicole Rieu reprend l'air et le chante, avec un texte de Simon Monceau.
Les Chieftains et Sinéad O’Connor interprètent The Foggy Dew lors des 10e IRMA Awards qui se déroulent à Dublin le 1er avril 1995. En plus de la participation de Sinéad O’Connor, des musiciens comme The Rolling Stones, Van Morrison, Marianne Faithfull et Tom Jones y participent également.